# Liste des chapitres de A Journey Beyond Heaven
La liste des chapitres de A Journey Beyond Heaven, manga japonais, est composée de 12 tomes publiées au 23 juillet 2025.

## Liste des volumes
| no | Japonais         | Japonais          | Français         | Français          |
| no | Date de sortie   | ISBN              | Date de sortie   | ISBN              |
| --- | ---------------- | ----------------- | ---------------- | ----------------- |
| 1 | 23 juillet 2018  | 978-4-06-511976-1 | 4 novembre 2020  | 978-2-81-165024-7 |
| Liste des chapitres : - Chapitre 1 - Tokio (トキオ) - Chapitre 2 - Maru (マル) - Chapitre 3 - Kiruko (キルコ) - Chapitre 4 - "Hiruko" 1 ("ヒルコ" ①, Hiruko ①) - Chapitre 5 - "Hiruko" 2 ("ヒルコ" ②, Hiruko ②) - Chapitre 6 - Taka (タカ) - Chapitre 7 - Le paradis de la tomate (トマト天国, Tomato tengoku) |                  |                   |                  |                   |
| 2 | 22 mars 2019     | 978-4-06-514744-3 | 6 janvier 2021   | 978-2-81-166026-0 |
| Liste des chapitres : - Chapitre 8 - Kiriko Takehaya (竹早桐子, Takehaya Kiriko) - Chapitre 9 - Haruki Takehaya (竹早春希, Takehaya Haruki) - Chapitre 10 - Kuku 1 (クク①, Kuku ①) - Chapitre 11 - Kuku 2 (クク②, Kuku ②) - Chapitre 12 - Miina (ミーナ) - Chapitre 13 - Tarao 1 (タラオ①, Tarao ①) |                  |                   |                  |                   |
| 3 | 23 octobre 2019  | 978-4-06-517266-7 | 7 avril 2021     | 978-2-81-166089-5 |
| Liste des chapitres : - Chapitre 14 - Tarao 2 (タラオ②, Tarao ②) - Chapitre 15 - Tarao 3 (タラオ③, Tarao ③) - Chapitre 16 - Eau sûre à 100% (100％安全水, Hyaku pāsento anzen mizu) - Chapitre 17 - Ttotori (トトリ) - Chapitre 18 - Les immortalistes 1 (Fumetsu kyōdan ①, 不滅教団①) - Chapitre 19 - Les immortalistes 2 (Fumetsu kyōdan ②, 不滅教団②)                                                          |                  |                   |                  |                   |
| 4 | 22 mai 2020      | 978-4-06-519470-6 | 7 juillet 2021   | 978-2-81-166091-8 |
| Liste des chapitres : - Chapitre 20 - Les immortalistes 3 (不滅教団③, Fumetsu kyōdan ③) - Chapitre 21 - Les immortalistes 4 (不滅教団④, Fumetsu kyōdan ④) - Chapitre 22 - Les immortalistes 5 (不滅教団⑤, Fumetsu kyōdan ⑤) - Chapitre 23 - Asura (アスラ) - Chapitre 24 - A-mK3 - Chapitre 25 - La ville emmurée 1 ((壁の町①, Kabe no machi ①)                                                                   |                  |                   |                  |                   |
| 5 | 23 décembre 2020 | 978-4-06-521725-2 | 20 octobre 2021  | 978-2-81-166474-9 |
| Liste des chapitres : - Chapitre 26 - La ville emmurée 2 (壁の町②, Kabe no machi ②) - Chapitre 27 - La ville emmurée 3 (壁の町③, Kabe no machi ③) - Chapitre 28 - La ville emmurée 4 (壁の町④, Kabe no machi ④) - Chapitre 29 - La ville emmurée 5 (壁の町⑤, Kabe no machi ⑤) - Chapitre 30 - La responsable (園長, Enchō) - Chapitre 31 - Ôma (オーマ)                                                           |                  |                   |                  |                   |
| 6 | 21 juillet 2021  | 978-4-06-524049-6 | 2 février 2022   | 978-2-81-166732-0 |
| Liste des chapitres : - Chapitre 32 - Robin Inazaki 1 (稲崎露敏①, Inazaki Robin ①) - Chapitre 33 - Robin Inazaki 2 (稲崎露敏②, Inazaki Robin ③) - Chapitre 34 - Robin Inazaki 3 (稲崎露敏③, Inazaki Robin ③) - Chapitre 35 - L'institut Takahara 1 (高原学園①, Kōgen gakuen ①) - Chapitre 36 - L'institut Takahara 2 (高原学園②]Kōgen gakuen ②) - Chapitre 37 - L'institut Takahara 3 (高原学園③, Kōgen gakuen ③) |                  |                   |                  |                   |
| 7 | 23 mars 2022     | 978-4-06-527299-2 | 19 octobre 2022  | 978-2-81-167228-7 |
| Liste des chapitres : - Chapitre 38 - Rêve infernal 1 (地獄の夢①, Jigoku no yume ①) - Chapitre 39 - Rêve infernal 2 (地獄の夢②, Jigoku no yume ②) - Chapitre 40 - Rêve infernal 3 (地獄の夢③, Jigoku no yume ③) - Chapitre 41 - Le jour de la réception (お迎えの日, Omukae no hi) - Chapitre 42 - Mikura 1 (ミクラ①) - Chapitre 43 - Mikura 2 (ミクラ②)                                                          |                  |                   |                  |                   |
| 8 | 22 novembre 2022 | 978-4-06-529589-2 | 3 mai 2023       | 978-2-81-167940-8 |
| Liste des chapitres : - Chapitre 44 - Racines solitaires 1 (地の孤独①, Ji no kodoku ①) - Chapitre 45 - Racines solitaires 2 (地の孤独②, Ji no kodoku ②) - Chapitre 46 - Teruhiko Sawatari (猿渡照彦, Saruwatari Teruhiko) - Chapitre 47 - Shino Kaminaka (上仲詩乃, Kaminaka Shino) - Chapitre 48 - Le ministère de la Reconstruction (復興省, Fukkōshō) - Chapitre 49 - Michika 1 (ミチカ①, Michika ①)           |                  |                   |                  |                   |
| 9 | 22 juin 2023     | 978-4-06-531944-4 | 21 février 2024  | 978-2-81-168477-8 |
| Liste des chapitres : - Chapitre 50 - Michika 2 (ミチカ②, Michika ②) - Chapitre 51 - Michika 3 (ミチカ③, Michika ③) - Chapitre 52 - Michika 4 (ミチカ④, Michika ④) - Chapitre 53 - Teruhiko Sakota (迫田照彦, Sakota Teruhiko) - Chapitre 54 - Anjulas 1 (アンジュラス①, Anjurasu ①) - Chapitre 55 - Anjulas 2 (アンジュラス②, Anjurasu ②)                                                                        |                  |                   |                  |                   |
| 10 | 22 février 2024  | 978-4-06-534205-3 | 20 novembre 2024 | 978-2-81-169267-4 |
| Liste des chapitres : - Chapitre 56 - 青島裕子 (Aoshima Yūko) - Chapitre 57 - "人食い" ("Hito-kui") - Chapitre 58 - 稲崎真凛 (Inazaki Marin) - Chapitre 59 - あめのぬぼこ (Ame no Nuboko) - Chapitre 60 - まんが道① (Mangamichi ①) - Chapitre 61 - まんが道② (Mangamichi ②) |                  |                   |                  |                   |
| 11 | 22 octobre 2024  | 978-4-06-537054-4 | 18 juin 2025     | 979-1-04-330162-9 |
| Liste des chapitres : - Chapitre 62 - 船山 通① (Funayama Tōru 1) - Chapitre 63 - 船山 通② (Funayama Tōru 2) - Chapitre 64 - 船山 通③ (Funayama Tōru 3) - Chapitre 65 - 三倉まなか① (Mikura Manaka 1) - Chapitre 66 - 三倉まなか② (Mikura Manaka 2) - Chapitre 67 - 三倉まなか③ (Mikura Manaka 3) |                  |                   |                  |                   |
| 12 | 23 juillet 2025  | 978-4-06-540046-3 |                  |                   |

### Édition japonaise
1. 1 2  (ja) « 天国大魔境（１） », sur Kodansha (consulté le 30 octobre 2022)
2. 1 2  (ja) « 天国大魔境（２） », sur Kodansha (consulté le 30 octobre 2022)
3. 1 2  (ja) « 天国大魔境（３） », sur Kodansha (consulté le 30 octobre 2022)
4. 1 2  (ja) « 天国大魔境（４） », sur Kodansha (consulté le 30 octobre 2022)
5. 1 2  (ja) « 天国大魔境（５） », sur Kodansha (consulté le 30 octobre 2022)
6. 1 2  (ja) « 天国大魔境（６） », sur Kodansha (consulté le 30 octobre 2022)
7. 1 2  (ja) « 天国大魔境（７） », sur Kodansha (consulté le 30 octobre 2022)
8. 1 2  (ja) « 天国大魔境（８） », sur Kodansha (consulté le 30 octobre 2022)
9. 1 2  (ja) « 天国大魔境（９） », sur Kodansha (consulté le 24 mai 2023)
10. 1 2  (ja) « 天国大魔境（１０） », sur Kodansha (consulté le 31 janvier 2024)
11. 1 2  (ja) « 天国大魔境（１１） », sur Kodansha (consulté le 20 octobre 2024)
12. 1 2  (ja) « 天国大魔境（１２） », sur Kodansha (consulté le 17 juillet 2025)

### Édition française
1. 1 2  « A Journey Beyond Heaven tome 1 », sur Pika (consulté le 30 octobre 2022)
2. 1 2  « A Journey Beyond Heaven tome 2 », sur Pika (consulté le 30 octobre 2022)
3. 1 2  « A Journey Beyond Heaven tome 3 », sur Pika (consulté le 30 octobre 2022)
4. 1 2  « A Journey Beyond Heaven tome 4 », sur Pika (consulté le 30 octobre 2022)
5. 1 2  « A Journey Beyond Heaven tome 5 », sur Pika (consulté le 30 octobre 2022)
6. 1 2  « A Journey Beyond Heaven tome 6 », sur Pika (consulté le 30 octobre 2022)
7. 1 2  « A Journey Beyond Heaven tome 7 », sur Pika (consulté le 30 octobre 2022)
8. 1 2  « A Journey Beyond Heaven tome 8 », sur Pika (consulté le 2 janvier 2023)
9. 1 2  « A Journey Beyond Heaven tome 9 », sur Pika (consulté le 23 novembre 2023)
10. 1 2  « A Journey Beyond Heaven tome 10 », sur Pika (consulté le 2 octobre 2024)
11. 1 2  « A Journey Beyond Heaven tome 11 », sur Pika (consulté le 2 avril 2025)